# Муниципалитеты штата Акри

Карта штата Акри с его 22 муниципалитетами

Муниципалитеты Акри являются официальными подразделениями бразильского штата Акри, расположенного на юго-западе Северного региона страны. Акри — шестнадцатый по величине штат по площади, занимающий более 164 тысяч квадратных километров. Он граничит со штатами Амазонас (на севере) и Рондония (на востоке), а также находится на границе Бразилии с Перу и Боливией. Территория Акри разделена на 22 муниципалитета, что больше только штатов Амапа (16 муниципалитетов) и Рорайма (15 муниципалитетов).
Каждый муниципалитет имеет свою столицу, называемую городом, а также может быть разделён на более мелкие единицы, называемые дистриктами, чьи столицы называются малыми городами (порт. vila). Муниципалитеты пользуются политической автономией и управляются органическим законом, однако, в отличие от Союза и штатов, у них нет судебной системы, а управление ими осуществляется только мэром и городским советом, которые составляют, соответственно, исполнительную и законодательную власть.